# Dekanat Namiestów
Dekanat Namiestów (sł.:Námestovský dekanát) – jeden z 14 dekanatów w rzymskokatolickiej diecezji spiskiej na Słowacji.

## Parafie
W skład dekanatu wchodzi 12 parafii:
1. parafia św. Jakuba – Bobrów
2. parafia św. Antoniego – Klin
3. parafia św. Marii Magdaleny – Mutne
4. parafia św. Judy i Tadeusza – Namiestów
5. parafia Przemienienia Pańskiego – Jasienica Orawska
6. parafia Najświętszego Serca Pana Jezusa – Orawska Półgora
7. parafia św. Elżbiety – Orawskie Wesele
8. parafia Nawiedzenia NMP – Rabcza
9. parafia Wszystkich Świętych – Rabczyca
10. parafia Podwyższenia Krzyża Świętego – Sihelne
11. parafia św. Anny – Wawreczka
12. parafia św. Piotra i Pawła – Żubrohława

## Sąsiednie dekanaty
Dolný Kubín, Liptowski Mikulasz, Trzciana, Zakamienny Klin. Dekanat graniczy także z położonymi na terenie Polski dekanatem Jabłonka (arch. krakowska)